# Matevž Čelik
Matevž Čelik Vidmar, slovenski arhitekt, arhitekturni kritik, urednik, raziskovalec in kulturni producent, od 2010 do 2020 direktor Muzeja za arhitekturo in oblikovanje, * 11. junij 1971, Kranj, Slovenija.
Živi v Mariboru. Po diplomi na Fakulteti za arhitekturo v Ljubljani (1998) je pričel delati kot samostojni arhitekt. Do leta 2003 je sodeloval s projektivnim birojem Ravnikar Potokar, kjer je soavtor več projektov. Od leta 2003 do 2010 je vodil svojo arhitekturno prakso. Od leta 2010-2020 je vodil Muzej za arhitekturo in oblikovanje (MAO) v Ljubljani. Je ustanovitelj in programski direktor platforme Future Architecture, evropske platforme za izmenjavo in mreženje med arhitekturnimi institucijami in novimi talenti. Zaslužen je za prenovo BIO, nekdanjega Bienala industrijskega oblikovanja in najstarejšega bienala oblikovanja v Evropi, ki ga je iz običajne razstave oblikovanja razvil v živi eksperiment za raziskovanje potencialov oblikovanja za spodbujanje sprememb v prihodnosti. Bil je član Svetovalnega odbora nagrade Evropske unije za sodobno arhitekturo - Mies van der Rohe Award in član žirije Evropske nagrade za javni mestni prostor. Danes je član svetovalnega odbora projekta Archipelago, ki ga vodita univerzi HEAD in HEPIA v Ženevi. Razumevanje novih, hibridnih vlog javnih kulturnih ustanov razume kot ključno za njihov prihodnji razvoj, pa tudi za razvoj prihodnjih kulturnih politik.

## Arhitekturna praksa
Matevž Čelik je avtor stanovanjske stavbe v Lescah na Gorenjskem, ki je bila leta 2003 nominirana za Plečnikovo medaljo, in bila kasneje v Neaplju nagrajena s srebrno plaketo Luigi Cosenza, nagrado za mlade Evropske arhitekte. V letih 2004 in 2005 je Matevž Čelik izdelal več projektov za urejanje javnih površin na Bledu (Urejanje vaških jeder na Bledu, 2004; Promenada Bled, 2005), v letu 2006 pa je uspešno sodeloval na natečajih za dograditev Mestne občine Maribor (2006) in natečaju za stanovanjsko sosesko Metaxourgeio v Atenah (2006).

## Arhitekturna kritika
Po letu 2001 je Matevž Čelik objavil več različnih prispevkov o arhitekturi in urbanizmu v Sobotni prilogi časopisa Delo. Poleg tega Čelik objavlja v domačih in tujih strokovnih publikacijah; med njimi so najpomembnejše Hiše (Ljubljana), Oris (Zagreb), Portfolyo (Istanbul), Domus (Milano) in A+U (Tokyo). V letu 2007 je pri mednarodni založbi SpringerWienNewYork izdal monografijo New architecture in Slovenia, ki je prvi obsežnejši pregled sodobne slovenske arhitekture, namenjen mednarodnim bralcem. V objavljenih delih in besedilih zagovarja tezo, da je kakovost arhitekture odvisna od družbenega, gospodarskega in kulturnega konteksta.

## Trajekt, Zavod za prostorsko kulturo
V letu 2002 je Matevž Čelik sprožil pobudo za ustanovitev spletnega časopisa za arhitekturo, urbanizem in načrtovanje in z vrstniki arhitekti ustanovil Trajekt, zavod za prostorsko kulturo, v Ljubljani. Trajekt je bila prva slovenska spletna revija za arhitekturo, urbanizem in prostorsko kulturo. Njegov namen je bil informirati in osvetliti vsakodnevna strokovna vprašanja, vzpostaviti neodvisno kritično, problematično in raziskovalno razpravo o oblikovalskih, družbenih, materialnih in drugih pojavih v zvezi s prostorsko kulturo. Trajekt je s svojo pravočasnostjo postal vez med strokovno skupnostjo, javnostjo in odločevalci na vseh ravneh, od občin do državnega parlamenta. Revija je prispevala k širšemu razumevanju demokratičnih načel in transparentnih procesov v prostorskem načrtovanju. Zavod Trajekt je v letu 2004 prejel Plečnikovo medaljo za prispevek k arhitekturni kulturi.

## Muzej za arhitekturo in oblikovanje (MAO)
Leta 2010 je ministrica za kulturo Majda Širca, imenovala Matevža Čelika za direktorja novo ustanovljenega Muzeja za arhitekturo in oblikovanje v Ljubljani. V desetih letih direktorovanja je Čelik izvedel posodobitev iz majhnega mestnega muzeja v vodilno nacionalno ustanovo z mednarodnim dosegom. V muzeju je uvedel nov program s svežimi, inovativnimi formati, namenjenimi ohranjanju slovenske dediščine in podpori perspektivnim mladim ustvarjalcem in kreativnim podjetjem. Enega najstarejših muzejev arhitekture in oblikovanja v Evropi, ustanovljenega leta 1972, je vzpostavil kot nacionalno in evropsko središče za prenos znanja na področju dediščine in ustvarjalnosti. MAO danes velja za primer preobrazbe muzeja v dinamično, sodobno ustanovo z novimi funkcijami.
Nov program v MAO je otvoril leta 2011 z razstavo Odprti depoji, na kateri je privič v celoti prikazal dediščino, ki jo MAO hrani v svojih zbirkah in so bile do takrat shranjene v depojih. V naslednjih letih je Čelik postavil program razstav, ki so privedle do postopne obdelave zbirk in sistematične predstavitve najpomembnejših avtorjev in del: Niko Kralj, Neznani znani oblikovalec (2012), Smer B, Reforma oblikovanja (2013), Pod skupno streho: moderne javne zgradbe iz zbirke MAO in drugih arhivov (2013), BIO 50: bienale (industrijskega) oblikovanja skozi petdeset let (2014), Marko Turk: Homo faber (2015), Načrti, pasti in alternative: 120 leta sodobnega urbanizma v Ljubljani (2015) Stoletje plakatov. Plakat 20. stoletja v Sloveniji (2015), Saša J. Mächtig: sistemi, strukture, strategije (2016), Soseske in ulice: Vladimir Braco Mušič in velika arhitektura (2016), Stanko Kristl, arhitekt. Humanost in prostor (2018), Prenavljamo!!! arhitekturna prenova (2019).
Leta 2010 je MAO s šestimi partnerji z ozemlja Jugoslavije začel projekt Nedokončane modernizacije, med utopijo in pragmatizmom. Projekt je pri raziskovanju in predstavitvi arhitekture socialistične Jugoslavije združil več kot 50 mladih raziskovalcev in zgodovinarjev arhitekture. Leta 2012 je Čelik v okviru programa Evropske prestolnice kulture Maribor sodeloval pri veliki zaključni razstavi, ki je prvič celovito predstavila zgodovino arhitekture v Jugoslaviji od druge svetovne vojne do propada. Na podlagi projekta Nedokončane modernizacije je MoMA v New Yorku leta 2014 pričela pripravljati razstavo o jugoslovanski arhitekturi in med drugimi tudi Čelika povabila k sodelovanju v regionalnem kuratorskem svetovalnem odboru, ki je usmerjal kustosa Martina Stierlija in Vladimirja Kulića pri pripravi razstave Proti konkretni utopiji, arhitektura v Jugoslaviji, 1948– 1980. Na razstavi, ki se je odprla julija 2018 in sprožila velik mednarodni odziv, je bil MAO z več kot 60 eksponati glavni posojevalec del razstave.
MAO se danes po Čelikovi zaslugi ponaša z organizirano zbirko 80.000 predmetov s področja arhitekture, oblikovanja in fotografije, inovativno stalno postavitvijo zbirke, kavarno, trgovino in prenovljenim dvoriščem.

## Bienale oblikovanja (BIO)
Kot direktor MAO je Matevž Čelik prenovil in repozicioniral ljubljanski Bienale oblikovanja (BIO), nekdanji Bienale industrijskega oblikovanja. Odprl ga je mednarodnim obetavnim kustosom in ga ponudil kot eksperimentalno platformo, ki omogoča eksperimentiranje z inovativnimi predstavitvami in interpretacijami oblikovanja. Danes BIO deluje kot odprta mednarodna eksperimentalna platforma za prihodnost oblikovanja. Raziskuje nova možna področja oblikovanja in ustvarja priložnosti za razvoj oblikovalske stroke in mladih ustvarjalcev. Ključen korak pri reformi bienala je Čelik izvedel z imenovanjem belgijca Jana Boelena za kustosa jubilejne izvedbe bienala ob 50 obletnici ustanovitve. Jan Boelen je bienalu dal novo, inovativno obliko oblikovalskega dogodka in ga iz mednarodnega tekmovanja nadgradil v mednarodno sodelovanje in eksperimentiranje. Avtorica Zoë Ryan je BIO.50 kot eno od revolucionarnih in zgodovinsko pomembnih razstav predstavila v svoji knjigi As Seen: Exhibitions that Made Architecture and Design History. Kritiki revije Metropolis so BIO.25, ki sta ga leta 2017 kurirali italijanska kustosinja Angela Rui in slovenka Maja Vardjan, uvrstili med deset najboljših oblikovalskih in arhitekturnih dogodkov leta 2017, prejel pa je tudi nagrado ICOM Slovenija. 26. bienale oblikovanja, ki sta ga pod naslovom Skupno znanje vodila avstrijski kustos Thomas Geiser in brazilka Aline Lara Rezende, je prejel Valvasorjevo nagrado, slovensko državno nagrado za kuratorske dosežke.
Na podlagi izkušenj z BIO je Ministrstvo za kulturo RS v letu 2016 naročilo Čeliku, da zasnuje projekt Center za kreativnost, ki je MAO postavil kot ključno nacionalno institucijo z novimi vlogami za razvoj slovenskega ustvarjalnega sektorja.

## Future Architecture
Leta 2015 je prek razpisa Ustvarjalna Evropa z MAO in 13 partnerskimi arhitekturnimi organizacijami v Evropi ustanovil platformo Future Architecture. Z ustanovitvijo platforme je MAO postal eno od najpomembnejših središč raziskovanja arhitekture v Evropi in svetu. Čelik je opredelil kolektivno poslanstvo platforme, ki je usmeriti kritično razmišljanje iz vrednotenja arhitekture v kritično ustvarjanje idej za prihodnost. Pri tem je izpostavil najbolj pereče družbene in ekološke probleme človeštva. Oblikoval je koncept platforme, določil cilje, merila za vključevanje partnerjev in mehanizem za oblikovanje skupnega javnega Evropskega arhitekturnega programa, ki ga vodi do danes. Skupnost organizacije članic se je od ustanovitve platforme povečala na 28 ustanov in podjetij iz 20 evropskih držav. V šestih letih je platforma zabeležila 2.400 prijav v svojih letnih razpisih za ideje in v svoje programe vključila več kot 400 nastajajočih strokovnjakov.